# 许你万家灯火
《许你万家灯火》（英語：Enlighten Your Life）是一部2023年中国大陆核电题材电视剧，聚焦中华人民共和国核工业三十余年发展史，讲述华龙一号的自主研发历程，前名《硬核时代》。该剧由中国国际电视总公司鹿鸣影业制作，张寒冰执导，黄剑东、李思典编剧，郑业成、刘芮麟、李兰迪和郭晓东等主演。于2023年3月1日在央视一套黄金档首播。

## 播出时间
| 频道                                                                               | 所在地   | 首播日期     | 播出时间 | 备注                        |
| 央视一套                                                                           | 中国大陆 | 2023年3月1日 | 20:00    | 黄金档                      |
| 中国大陆各OTT平台 （包括央视网、芒果TV、 爱奇艺、腾讯视频、 优酷、Bilibili、乐视） | 中国大陆 | 2023年3月1日 | 22:00    | 会员当日更新 非会员次日更新 |

## 演出

### 第三代核工业人
| 演員   | 角色   | 介紹                             |
| 郑业成 | 林奇   |                                  |
| 刘芮麟 | 叶启辰 | 华龙一号研发青年设计师           |
| 李兰迪 | 孟晓薇 | 华龙一号首堆值长                 |
| 宋奕星 | 何粒子 | 华龙一号数字化仪控系统青年设计师 |

### 第二代核工业人
| 演員   | 角色   | 介紹                               |
| 郭晓东 | 叶家明 | 华龙一号总设计师，叶启辰父亲       |
| 海一天 | 林天诚 | 爱国核电商人，林奇父亲             |
| 杨童舒 | 陆云铮 | 核工业研究院宣传部处长，叶家明妻子 |

### 其他角色
| 演員   | 角色   | 介紹                       |
| 安冬   | 斯琴   | 核电女工程师               |
| 邢岷山 | 岳长山 | 中国核工业先驱者           |
| 王大奇 | 钟大功 | 华龙一号蒸汽发生器总设计师 |
| 侯岩松 | 许济川 | 核安全专家                 |
| 朱铁   | 丁犁   | 核电商人                   |
| 刚毅   | 孟志远 | 秦昌核电站焊接工程师       |

## 制作
本剧于2021年年底被列入中央广播电视总台2022年电视剧片单的“原创之力·家国情怀”版块。于2022年5月15日在四川开机拍摄，7月6日首次发布角色海报，8月16日杀青。年底12月取得广电总局发行许可证。
本剧年代剧情的主要取景地位于乐山市夹江县的中国核动力研究设计院基地（909基地）。由于该基地的陆上模式堆已被拆除，且实际主控室空间狭小不便拍摄，剧组转而在当地以1：1搭景重建第一度电陆上模式堆主控室、核电大院、核电办公楼、核电家属楼医院、图书馆、大会礼堂等场景。剧中的现代场景则在成都市天府新区拍摄。
本剧制作公司为中国国际电视总公司鹿鸣影业。出品公司包括：
- 出品：中国中央电视台、中国国际电视总公司、中国核工业集团有限公司
- 联合出品：中国核能电力股份有限公司、中国核动力研究设计院、中国核电工程有限公司、中国中原对外工程有限公司、秦山核电、福清核电，鹿鸣影业、曲江影视、美霖文化